# 문창공영당
문창공영당(文昌公影堂)은 대한민국 대구광역시 동구에 있는 일제강점기의 건축물이다. 1989년 8월 10일 대구광역시의 문화재자료 제20호로 지정되었다.

## 개요
최치원의 영정을 모시고 있는 건물로, 조선 영조(英祖) 31년(1755년) 해안현(解顔縣)에 세워졌던 계림사(桂林祠)가 서원철폐령(1864년)으로 철폐된 뒤, 1912년 경주 최씨 문중에서 위치를 구회당(九會堂) 뒤로 옮겨 지었다(《고운집》). 구회당은 도동 지역에 집성촌을 이루고 있던 경주 최씨 광정공파 문중의 재사(齋舍)였다. 이후 비행장 건설로 다시 위치를 옮겨 현재에 이르고 있다. 
영당에 봉안된 최치원의 영정은 계림사가 철폐된 뒤인 1865년에 최치원의 후손 최흥원이 옮겨온 것이다. 1926년에 경주 최씨 문중이 최치원의 작품들을 모아 엮은 《고운집》에 실린 최치원의 후손 최국술(崔國述)이 계림사를 옮겨 세운 뒤에 지은 '계림사이건상량문'(桂林祠移建上樑文)에 따르면 이원(貳院, 계림사)이 철폐될 때 수습한 것으로서, 구당(九堂)의 협실(夾室)에 옮겨 봉안하고 있었는데 탁자를 놓는 사방의 공간이 협소해 제물(祭物)을 진설하고 참배하기에 편치 못한 점이 있었고, 집안의 재산이 넉넉하지 못해 공사를 차일피일 미루다 더는 미룰 수 없겠다고 생각하고 문중과 상의도 없이 공사를 시작했지만 마침 문중에서 관련한 논의가 일어나면서 도움을 받을 수 있었다고 한다. 
시조가 남긴 업적을 후손에게 전한다는 이유 외에도 옛 현인을 모셔 백성들에게 민족의 정기를 심어주기 위한 뜻도 있었다.
앞면 3칸·옆면 1칸 규모이며 주위로 직사각형의 담장을 둘렀다. 지붕은 옆면에서 볼 때 사람 인(人)자 모양인 맞배지붕으로 꾸몄고, 솟을대문에는 태극 모양을 그려 놓았다.

## 같이 보기
- 최치원

## 참고 문헌
- 문창공영당 - 국가유산청 국가유산포털